# Arrhenius (cráter)
Arrhenius es un cráter de impacto lunar que se encuentra justo en la cara oculta de la Luna, cerca de la extremidad suroeste. En este lugar las cercanías del cráter se pueden ver durante libraciones favorables, a pesar de que queda en el borde. Al sur-sureste del cráter está el cráter desgastado Blanchard, y De Roy se encuentra más hacia el oeste.

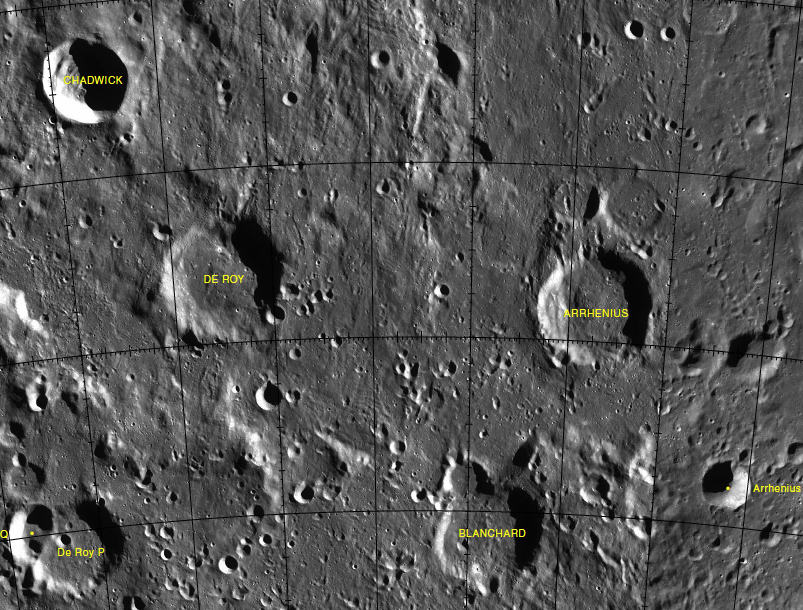
Plano lunar LAC-135

La pared exterior de Arrhenius ha sido un tanto desgastada y erosionada debido a un historial de impactos menores, dejando el borde redondeado y bajo. Hay una gran prominencia en el borde hacia el norte-noroeste, y una curva hacia afuera a lo largo de la cara sureste. Un pequeño cráter se sitúa a través del borde suroeste. El piso interior es relativamente plano y sin características de interés. El punto medio carece de un pico central.
Este cráter se encuentra dentro de la Cuenca Mendel-Rydberg, una amplia depresión de impacto (630 km) del Período Nectárico.

## Cráteres satélite

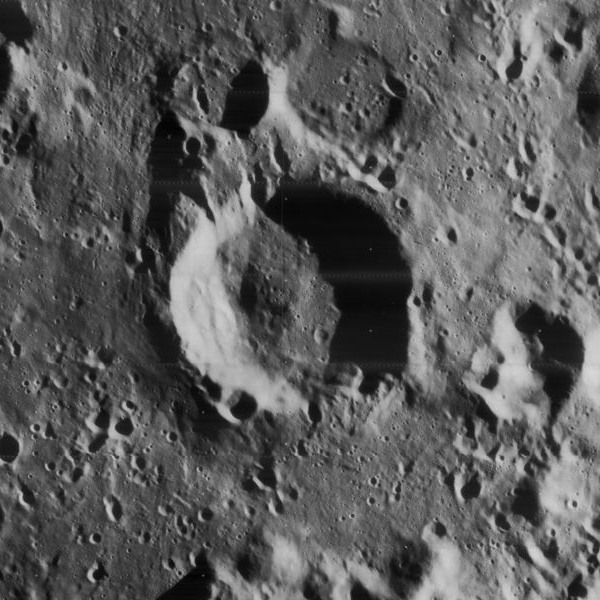
Otra imagen de Arrhenius

Por convención estos elementos son identificados en los mapas lunares poniendo la letra en el lado del punto medio del cráter que está más cerca de Arrhenius.
|           | \| Arrhenius \| Coordenadas \| Diámetro \| \| --------- \| ------------------------------ \| -------- \| \| J \| 57°36′S 88°18′O / -57.6, -88.3 \| 18 km \| |          |
| Arrhenius | Coordenadas | Diámetro |
| J         | 57°36′S 88°18′O / -57.6, -88.3 | 18 km    |

El siguiente cráter ha sido cambiado de nombre por la IAU:
- Arrhenius P (Ver Blanchard (cráter))